# AN Весов
AN Весов (лат. AN Librae) — двойная затменная переменная звезда типа W Большой Медведицы (EW) в созвездии Весов на расстоянии (вычисленном из значения параллакса) приблизительно 28263 световых лет (около 8666 парсеков) от Солнца. Видимая звёздная величина звезды — от +15,2m до +14,5m. Орбитальный период — около 0,5306 суток (12,733 часов).